# Elecciones municipales de Cabo Verde de 2016
Las elecciones municipales de Cabo Verde de 2016 tuvieron lugar el 4 de septiembre del mencionado año, con el objetivo de renovar las instituciones de los 22 municipios que componen la República de Cabo Verde para el período 2016-2020. Se eligieron a los 138 miembros de las 22 cámaras municipales gobernantes, así como a los 342 legisladores de las respectivas Asambleas Municipales. Fueron las séptimas elecciones municipales caboverdianas desde la instauración de los municipios autónomos en 1991. Se trató además del primer proceso electoral que debía enfrentar el gobierno recién asumido del Movimiento para la Democracia (MpD), encabezado por Ulisses Correia e Silva, luego de su victoria en las parlamentarias de marzo, y antes de las presidenciales de octubre.
El MpD obtuvo una victoria aplastante con un 54,68% de los votos y se impuso por mayoría absoluta en dieciocho de los veintidós municipios del país, reuniendo un total de 115 integrantes de Cámaras Municipales y 191 miembros de Asambleas Municipales. En contraste, el opositor Partido Africano de la Independencia de Cabo Verde (PAICV) sufrió una de sus mayores derrotas históricas y perdió el control de seis municipios, incluyendo Santa Catarina do Fogo y São Filipe, la primera vez que perdía cualquier municipio de la isla de Fogo. Solo logró ganar en Mosteiros y Santa Cruz, con lo que sumó un total de 15 camaristas en todo el país. Recibió el 35,87% del voto popular para camaristas, su peor desempeño desde 1996. Grupos independientes se impusieron en Boavista y Ribeira Brava (donde no hubo mayoría clara).
A pesar de que el MpD ha ganado la mayoría de los comicios municipales desde 1991, los resultados fueron considerados una tragedia particularmente grave para el PAICV luego de haber perdido el gobierno en marzo tras quince años en el poder, y casi provocaron la dimisión de Janira Hopffer Almada de su liderazgo, aunque finalmente se retractó. El mal desempeño también motivó al ex primer ministro José María Neves a desistir de su postulación en las elecciones presidenciales y el partido se abstuvo, facilitando la reelección del presidente en ejercicio y candidato del MpD, Jorge Carlos Fonseca.

## Reglas electorales

### Sistema electoral
Cada uno de los municipios caboverdianos tiene un poder ejecutivo encabezado por una Cámara Municipal colegiada, cuyo presidente (que debe ser uno de sus miembros) en la práctica actúa como «alcalde», y un poder legislativo representado por una Asamblea Municipal con poderes deliberativos. Los municipios con 30.000 habitantes eligen 21 escaños de la Asamblea Municipal y 9 camaristas. Los municipios con menos de 30.000 habitantes, pero más de 10.000, eligen 17 escaños de la Asamblea Municipal y 7 camaristas. Por último, los municipios con menos de 10.000 habitantes eligen 13 escaños de la Asamblea Municipal y 5 camaristas. Las Asambleas Municipales se eligen por representación proporcional por listas con distribución mediante sistema d'Hondt. Con respecto a la Cámara Municipal, si un partido logra mayoría absoluta de votos válidamente emitidos obtendrá la totalidad de los escaños, mientras que, si ningún partido logra esta mayoría, los escaños se distribuirán de manera proporcional entre los partidos por el mismo sistema que la Asamblea Municipal.
Todos los ciudadanos caboverdianos mayores de dieciocho años, así como los extranjeros y apátridas con residencia legal y habitual en Cabo Verde durante más de tres años antes de las elecciones, así como los ciudadanos portugueses legalmente establecidos en el territorio del archipiélago y debidamente empadronados cuentan con derecho a voto. Del mismo modo, aquellos que cumplan los requisitos para tener derecho a voto y los extranjeros o apátridas legalmente establecidos en Cabo Verde por al menos cinco años antes de las elecciones pueden ser candidatos a los órganos municipales del distrito en el que se encuentren registrados. Los partidos políticos pueden presentar listas de candidatos a los órganos municipales y, en principio, el cabeza de lista del partido para la Cámara Municipal se considera candidato a alcalde. Un grupo de ciudadanos no afiliados que logren reunir firmas de un 5% de los electores registrados en el distrito pueden configurar un grupo independiente.

### Cargos a elegir
| Municipio                  | Camaristas | Asambleístas |
| -------------------------- | ---------- | ------------ |
| Paul                       | 5          | 13           |
| Ribeira Grande             | 7          | 17           |
| Porto Novo                 | 7          | 17           |
| São Vicente                | 9          | 21           |
| Ribeira Brava              | 5          | 13           |
| Tarrafal de São Nicolau    | 5          | 13           |
| Sal                        | 7          | 17           |
| Boavista                   | 5          | 13           |
| Maio                       | 5          | 13           |
| Praia                      | 9          | 21           |
| Ribeira Grande de Santiago | 5          | 13           |
| São Domingos               | 7          | 17           |
| Santa Cruz                 | 7          | 17           |
| São Lourenço dos Órgãos    | 5          | 13           |
| Santa Catarina             | 9          | 21           |
| Santa Catarina do Fogo     | 5          | 13           |
| São Salvador do Mundo      | 5          | 13           |
| São Miguel                 | 7          | 17           |
| Tarrafal                   | 7          | 17           |
| Mosteiros                  | 5          | 13           |
| São Filipe                 | 7          | 17           |
| Brava                      | 5          | 13           |
| Total                      | 138        | 342          |

## Resultados
|  | 54.68 % |

|  | 54.21 % |

|  | 35.87 % |

|  | 35.84 % |

|  | 5.23 % |

|  | 5.76 % |

|  | 1.39 % |

|  | 1.29 % |

|  | 1.05 % |

|  | 1.07 % |

|  | 0.79 % |

|  | 0.81 % |

|  | 0.71 % |

|  | 0.69 % |

|  | 0.21 % |

|  | 0.19 % |

|  | 0.05 % |

|  | 0.06 % |

|  | 0.03 % |

|  | 0.03 % |

|  | 0.02 % |

|  | 0.02 % |

|  | 97.34 % |

|  | 97.25 % |

|  | 1.46 % |

|  | 1.55 % |

|  | 1.20 % |

|  | 1.20 % |

|  | 100.00 % |

|  | 100.00 % |

|  | 58.42 % |

|  | 58.24 % |